# Kleingebiet Érd
Das Kleingebiet Érd (ungarisch Érdi kistérség) war bis Ende 2012 eine ungarische Verwaltungseinheit (LAU 1) im Westen des Komitats Pest in Mittelungarn. Im Nordwesten grenzte es an die ungarische Landeshauptstadt Budapest. Im Zuge der Verwaltungsreform Anfang 2013 wurden alle vier Ortschaften dem nachfolgenden Kreis Érd (ungarisch Érdi járás) zugeordnet, der noch um drei Ortschaften aus dem aufgelösten Kleingebiet Budaörs erweitert wurde.
Ende 2012 lebten auf einer Fläche von 117,95 km² 100.033 Einwohner. Das Kleingebiet mit der geringsten Fläche wies mit 848 Einwohnern/km² die höchste Bevölkerungsdichte im Komitat auf.
Der Verwaltungssitz befand sich in der Stadt Érd (63.333 Ew.), die einem Komitat gleichgestellt war. Die Stadt Százhalombatta (18.577 Ew.) war die zweitgrößte Ortschaft im Kleingebiet, gefolgt von den beiden Großgemeinden (ungarisch nagyközség) Diósd (9.235 Ew.) und Tárnok (8.888 Ew.).

## Ortschaften
| Diósd | Érd | Százhalombatta | Tárnok |